# Parma Calcio 1913 2025-2026 (femminile)
Questa voce raccoglie le informazioni riguardanti la sezione femminile del Parma Calcio 1913 nelle competizioni ufficiali della stagione 2025-2026.

## Divise e sponsor
Il fornitore tecnico per la stagione 2025-2026 è Puma.
Gli sponsor di maglia sono i seguenti:
- Oxfam,[1] il cui marchio appare al centro della divisa.
- Fidenza Village,[2] sulla parte centrale del petto.
- Colser, sulla manica sinistra
- Lavoropiù,[2] sul retro sotto il numero di maglia
- Uagliò,[2] il cui marchio appare sui pantaloncini.

| Casa | Trasferta | Terza divisa |

## Rosa
| N. |                     | Ruolo | Calciatrice        |
| -- | ------------------- | ----- | ------------------ |
| 1  | Italia (bandiera)   | P     | Francesca Fabiano  |
| 5  | Ungheria (bandiera) | A     | Zsanett Kaján      |
| 6  | Italia (bandiera)   | D     | Carlotta Masu      |
| 7  | Francia (bandiera)  | C     | Iris Rabot         |
| 8  | Italia (bandiera)   | C     | Giada Pondini      |
| 9  | Italia (bandiera)   | A     | Gaia Lonati        |
| 10 | Austria (bandiera)  | A     | Viktoria Pinther   |
| 11 | Spagna (bandiera)   | A     | Marta Cardona      |
| 12 | Romania (bandiera)  | P     | Camelia Ceasar     |
| 14 | Italia (bandiera)   | D     | Cristina Minuscoli |
| 15 | Spagna (bandiera)   | C     | Aida Esteve        |
| 16 | Ecuador (bandiera)  | C     | Kerlly Real        |
| 17 | Italia (bandiera)   | A     | Gaia Distefano     |
| 18 | Spagna (bandiera)   | D     | Laura Domínguez    |

| N. |                     | Ruolo | Calciatrice                 |
| -- | ------------------- | ----- | --------------------------- |
| 19 | Francia (bandiera)  | C     | Annahita Zamanian           |
| 21 | Slovenia (bandiera) | A     | Nina Kajzba                 |
| 22 | Italia (bandiera)   | P     | Matilde Copetti             |
| 23 | Francia (bandiera)  | D     | Hawa Cissoko                |
| 24 | Spagna (bandiera)   | D     | Berta Bou                   |
| 25 | Italia (bandiera)   | D     | Caterina Ambrosi (capitano) |
| 26 | Italia (bandiera)   | D     | Sofia Bertucci              |
| 27 | Italia (bandiera)   | C     | Maria Gueguen               |
| 28 | Italia (bandiera)   | C     | Zhanna Ferrario             |
| 29 | Francia (bandiera)  | C     | Manon Uffren                |
| 37 | Italia (bandiera)   | C     | Cecilia Prugna              |
| 46 | Italia (bandiera)   | C     | Veronica Benedetti          |
| 82 | Italia (bandiera)   | D     | Camilla Cini                |

## Calciomercato

### Sessione estiva
| Acquisti         | Acquisti              | Acquisti         | Acquisti      |
| R.               | Nome                  | da               | Modalità      |
| ---------------- | --------------------- | ---------------- | ------------- |
| P                | Camelia Ceasar        | Roma             | definitivo    |
| P                | Francesca Fabiano     | Orobica          | definitivo    |
| D                | Sofia Bertucci        | Juventus         | prestito      |
| D                | Berta Bou             | Como             | definitivo    |
| D                | Hawa Cissoko          | Roma             | definitivo    |
| D                | Laura Domínguez       | Galatasaray      | definitivo    |
| D                | Jenny Requirez        | Brescia          | fine prestito |
| C                | Aida Esteve           | Valencia         | definitivo    |
| C                | Cecilia Prugna        | Roma             | definitivo    |
| C                | Kerlly Real           | Valencia         | definitivo    |
| C                | Manon Uffren          | Nantes           | definitivo    |
| A                | Marta Cardona         | Atlético Madrid  | definitivo    |
| A                | Zsanett Kaján         | Lazio            | definitivo    |
| A                | Viktoria Pinther      | Digione          | definitivo    |
| Altre operazioni |                       |                  |               |
| R.               | Nome                  | da               | Modalità      |
| D                | Alessandra Bilotta    | Sampdoria        | svincolata    |
| C                | Kristiana Karaivanova | Vis Mediterranea | svincolata    |
| C                | Alessia Marchetti     | San Marino       | fine prestito |
| C                | Ivana Naydenova       | Verona           | svincolata    |
| C                | Wiktoria Skrzypczak   | Górnik Łęczna    | svincolata    |
| A                | Kailey Willis         | Venezia          | fine prestito |

| Cessioni         | Cessioni              | Cessioni    | Cessioni   |
| R.               | Nome                  | a           | Modalità   |
| ---------------- | --------------------- | ----------- | ---------- |
| P                | Fabiana Fierro        | Como 1907   | prestito   |
| P                | Lucia Sassi           | Salernitana | definitivo |
| D                | Danielle Cox          |             | svincolata |
| D                | Lauren Lapomarda      |             | svincolata |
| D                | Sofia Meneghini       |             | svincolata |
| D                | Jenny Requirez        | Brescia     | prestito   |
| D                | Federica Rizza        | Como 1907   | svincolata |
| C                | Anna Catelli          |             | svincolata |
| C                | Jasmine Mounecif      |             | svincolata |
| C                | Elena Nichele         | Como 1907   | svincolata |
| C                | Laura Peruzzo         | Ternana     | svincolata |
| C                | Szandra Ploner        |             | svincolata |
| A                | Caterina Ferin        | Cesena      | svincolata |
| A                | Alessia Rognoni       | Bologna     | definitivo |
| A                | Danila Zazzera        |             | svincolata |
| Altre operazioni |                       |             |            |
| R.               | Nome                  | a           | Modalità   |
| P                | Asia Tortora          | Garlasco    | prestito   |
| C                | Kristiana Karaivanova | Frosinone   | prestito   |
| C                | Alessia Marchetti     | Verona      | prestito   |
| C                | Ivana Naydenova       | Frosinone   | prestito   |
| A                | Sara Iardino          | San Marino  | prestito   |
| A                | Kailey Willis         | Brescia     | prestito   |

## Risultati

### Serie A

#### Girone d'andata
| Roma 5 ottobre 2025, ore 15:00 CEST 1ª giornata | Roma | – | Parma | Stadio Tre Fontane |

| Noceto 12 ottobre 2025, ore 15:00 CEST 2ª giornata | Parma | – | Sassuolo | Stadio Il Noce |

| Noceto 7 dicembre 2025, ore --:-- CET 8ª giornata | Parma | – | Como | Stadio Il Noce |

#### Girone di ritorno
| Sassuolo 8 febbraio 2026, ore --:-- CET 13ª giornata | Sassuolo | – | Parma | Stadio Enzo Ricci |

| Seregno 26 aprile 2026, ore --:-- CEST 19ª giornata | Como | – | Parma | Stadio Ferruccio |

### Coppa Italia
| Acquaviva 20 settembre 2025, ore CEST Primo turno | San Marino | – | Parma | Campo sportivo Acquaviva |

### Serie A Women's Cup
| Parma 22 agosto 2025, ore 20:30 CEST Girone A - 1ª giornata | Parma | – | Juventus | Stadio Ennio Tardini |

| Cercola 7 settembre 2025, ore 15:00 CEST Girone A - 2ª giornata | Napoli | – | Parma | Stadio Giuseppe Piccolo |

| Formello 13 settembre 2025, ore CEST Girone A - 3ª giornata | Lazio | – | Parma | S.S. Lazio Training Center |

## Statistiche

### Statistiche di squadra
| Competizione        | Punti | In casa | In casa | In casa | In casa | In casa | In casa | In trasferta | In trasferta | In trasferta | In trasferta | In trasferta | In trasferta | Totale | Totale | Totale | Totale | Totale | Totale | DR |
| Competizione        | Punti | G       | V       | N       | P       | Gf      | Gs      | G            | V            | N            | P            | Gf           | Gs           | G      | V      | N      | P      | Gf     | Gs     | DR |
| ------------------- | ----- | ------- | ------- | ------- | ------- | ------- | ------- | ------------ | ------------ | ------------ | ------------ | ------------ | ------------ | ------ | ------ | ------ | ------ | ------ | ------ | -- |
| Serie A             |       |         |         |         |         |         |         |              |              |              |              |              |              |        |        |        |        |        |        |    |
| Coppa Italia        |       |         |         |         |         |         |         |              |              |              |              |              |              |        |        |        |        |        |        |    |
| Serie A Women's Cup |       |         |         |         |         |         |         |              |              |              |              |              |              |        |        |        |        |        |        |    |
| Totale              |       |         |         |         |         |         |         |              |              |              |              |              |              |        |        |        |        |        |        |    |

### Andamento in campionato
| Giornata  | 1 | 2 | 3 | 4 | 5 | 6 | 7 | 8 | 9 | 10 | 11 | 12 | 13 | 14 | 15 | 16 | 17 | 18 | 19 | 20 | 21 | 22 |
| --------- | - | - | - | - | - | - | - | - | - | -- | -- | -- | -- | -- | -- | -- | -- | -- | -- | -- | -- | -- |
| Luogo     | T | C |   |   |   |   |   |   |   |    |    |    |    |    |    |    |    |    |    |    |    |    |
| Risultato |   |   |   |   |   |   |   |   |   |    |    |    |    |    |    |    |    |    |    |    |    |    |
| Posizione |   |   |   |   |   |   |   |   |   |    |    |    |    |    |    |    |    |    |    |    |    |    |

Legenda:

Luogo: C = Casa; T = Trasferta. Risultato: V = Vittoria; N = Pareggio; P = Sconfitta.